# MD.45
Gli MD.45 furono un progetto parallelo del frontman dei Megadeth Dave Mustaine, a cui collaborano anche il cantante/chitarrista dei Fear Lee Ving, il bassista Kelly LeMieux e l'ex-Suicidal Tendencies Jimmy DeGrasso alla batteria.
Il nome MD.45 significa Mustaine Dave. Ving Lee (cantante della band), dato che 45 scritto in Numeri Romani forma le iniziali (X)LV.
In quel periodo Mustaine era ancora nei Megadeth, ma creò il gruppo per suonare un genere diverso, infatti al thrash metal vennero aggiunte influenze punk rock.
La band pubblicò un solo album: The Craving. La traccia che dà il titolo all'album, originariamente, era una demo dei Megadeth.
Quando la Capitol Records, nel 2004, ripubblicò tutto il catalogo dei Megadeth, Mustaine stesso provò a rimasterizzare anche l'album degli MD.45. Il fatto è che si accorse che le tracce vocali di Lee Ving erano andate perse, così decise di ri-registrare le parti vocali con la propria voce.

## Formazione
- Dave Mustaine – chitarra
- Lee Ving – voce
- Kelly LeMieux – basso
- Jimmy DeGrasso – batteria

## Discografia
- 1996 – The Craving